# Phoradendron acutifolium
Phoradendron acutifolium är en sandelträdsväxtart som beskrevs av Kuijt. Phoradendron acutifolium ingår i släktet Phoradendron och familjen sandelträdsväxter. Inga underarter finns listade i Catalogue of Life.